# 위버멘쉬

위버멘쉬 또는 위버멘슈(독일어: Übermensch)는 니체 철학의 용어이다. 한국어로는 흔히 '초인'으로 번역되지만, 아예 인간을 벗어난 초능력자 등과 오인될 가능성이 있기 때문에 단어 그대로 옮겨 쓰는 경우도 있다.
초인은 영어로는 'Superman'으로 번역되지만 니체의 위버멘쉬는 'Overman'으로 번역된다. 양자간의 차이는 일단 니체의 위버멘쉬는 기존의 환경을 지배하는 삶의 의지에 적대적이고 나약함을 긍정하도록 하는 도덕과 계율(그의 시대에는 기독교적 윤리)을 벗어나 자신의 정신을 자유롭게 활용하는 인간인 동시에 그 초인적 사상을 대중에게 알리고자 노력하는 인물이다. 그리고 대표적인 저서인 '차라투스트라는 이렇게 말했다'에서도 자주 등장하듯, 위버멘쉬는 인간 정신의 한계를 극복한 인물이며, 인간에 대한 동정이나 정념 등을 떨쳐낸 인물이므로 인간임을 초월한 존재라고 하는 것은 오해의 소지가 다분하다.
니체가 생각했던 위버멘쉬의 핵심은 역설적이게도 몰락이다. '차라투스트라'의 초반부에서 차라투스트라는 산에서 10년 간의 고독을 마치고 속세로 되돌아온다. 산에서 평지로 내려온다는 하강적 이미지와 초인의 경지에 가고 있던 차라투스트라가 인간세에 돌아온다는 내용이 그의 몰락을 암시한다. 그러나 니체는 파멸과 몰락을 구분하는데, 파멸은 말그대로 삶의 의욕을 잃어버리고 완전히 자아를 상실하는 상태인 반면, 몰락은 재창조를 전제로 하는 개념이다. 즉, 차라투스트라의 몰락은 자신을 둘러싼 환경에 대한 재창조의 전제인 것이다. 이는 창조적 파괴로 이해될 수 있다. 때문에 국내에서는 초인이 아닌 극복인으로 번역하기도 한다.

## 같이 보기
- 군자
- 마지막 인간
- 철인왕
- 포스트휴먼
- 트랜스휴머니즘
- 프리드리히 니체
- 뤼디거 자프란스키
- 콜린 윌슨